# SsangYong Rodius
Pour l’article homonyme, voir Charles Rodius.
 (juillet 2015).
Si vous disposez d'ouvrages ou d'articles de référence ou si vous connaissez des sites web de qualité traitant du thème abordé ici, merci de compléter l'article en donnant les références utiles à sa vérifiabilité et en les liant à la section « Notes et références ».
Le SsangYong Rodius est un monospace produit par le constructeur automobile sud-coréen SsangYong depuis 2005.

## Première génération (2005 - 2012)
Ayant pour but de concurrencer les grands monospaces, la première génération est sortie en 2005 et est restylée en 2007.

### Design
Le Rodius se démarque assez largement de ses concurrents, dès le premier coup d’œil. Tout d'abord, ses dimensions sont imposantes avec une longueur qui dépasse les 5m, plutôt inhabituel pour un monospace. Mais surtout, c'est sa ligne qui constitue une véritable audace de la part de SsangYong, tant celle-ci est décalée. La face avant, toute en courbes, est imposante avec une calandre rappelant celles des Lancia, ce qui contraste avec la partie arrière plutôt cubique, avec des vitres de custode inversées. L'ensemble est inspiré du design aéronautique, et notamment des yachts. Ce design très décalé vaut au Rodius de nombreuses railleries de la part de la presse spécialisée et du grand public. L'intérieur est quant à lui plus classique, avec une finition et un assemblage corrects.

### Habitabilité
Avec ses 5,12 m, l'habitabilité du Rodius ne peut être qu'excellente. Vendu en version 7 places en Europe, il est à la base conçu pour accueillir 11 personnes (version coréenne), offrant ainsi un espace impressionnant, surtout pour les passagers arrière. Certains sièges peuvent même pivoter à 180°. Néanmoins, et malgré son gabarit, le Rodius ne brille pas par sa modularité. Le volume du coffre, quant à lui, surclasse la concurrence. Les passagers arrière peuvent profiter du chauffage et de la climatisation bi-zones.

### Motorisation/comportement
Le Rodius est proposé avec une unique motorisation, un 2,7 L Diesel développant 164 ch, pour 342 N⋅m de couple, une puissance qui apparaît un peu faible pour mouvoir ce mastodonte qui dépasse les 2 tonnes. Le dynamisme s'en ressent ainsi, tandis que le confort souffre des mouvements de caisse, qui provoquent du roulis. En outre, le Rodius dispose, en option, d'une transmission intégrale permettant de sortir des sentiers battus, sans pour autant en faire un franchisseur. 

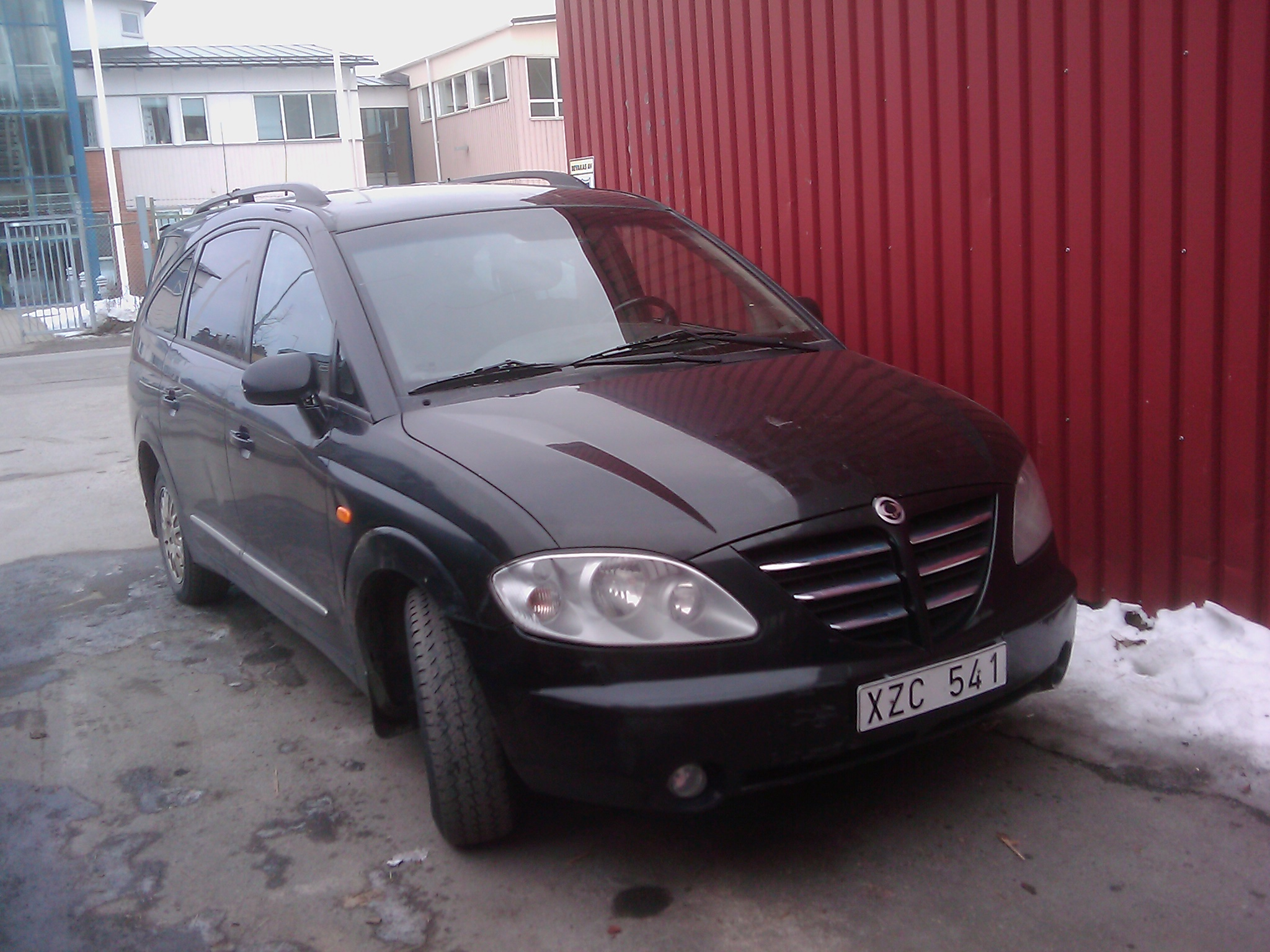
Avant
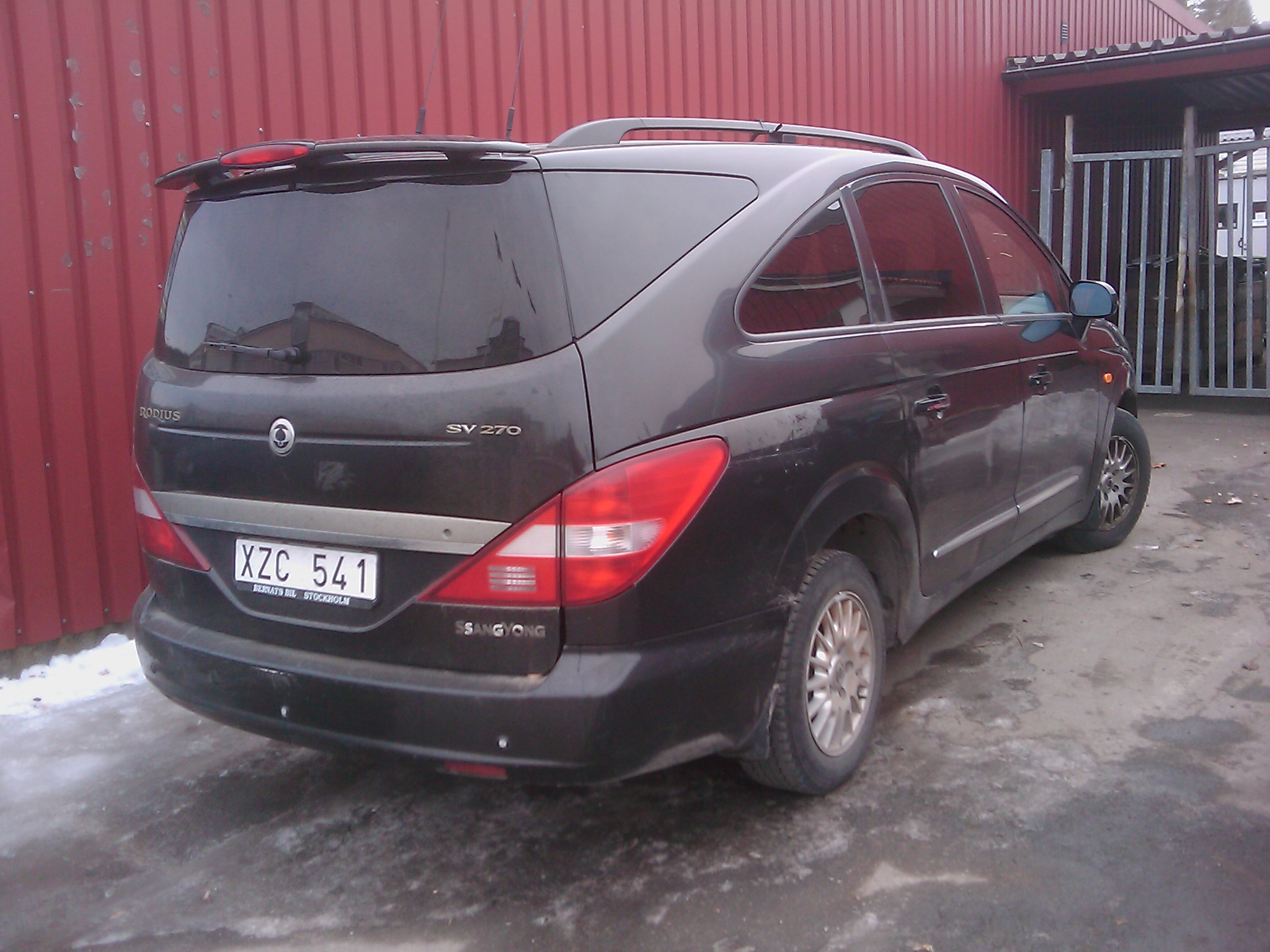
Arrière

## Seconde génération (2013-)

### Motorisations
Le rodius de deuxième génération est doté d'un moteur e-xdi 2.0 155 ch est le couple est de 360 nm. dans l'année 2017 il a eu un moteur un peu différent le e-xdi 2.2 de 178 ch et le couple est de 400 nm.